# Zelotibia scobina
Zelotibia scobina är en spindelart som beskrevs av Anthony Russell-Smith och Murphy 2005. Zelotibia scobina ingår i släktet Zelotibia och familjen plattbuksspindlar.
Artens utbredningsområde är Kongo. Inga underarter finns listade i Catalogue of Life.